# البطولة العربية للأندية 2016–17
البطولة العربية للأندية 2017 هي النسخة السابعة والعشرين من البطولة العربية الأعلى للأندية بمسماها الجديد "البطولة العربية للأندية"، وهي النسخة الأولى بعد توقف البطولة بنهاية موسم 2012–13.

## خلفية
بدأت البطولة العربية في ثمانينات القرن العشرين، ثم توقفت وعادت مرة أخرى في التسعينيات، وتباين اسمها بين «البطولة العربية أبطال الكؤوس» و«بطولة النخبة العربية» قبل أن تتوقف مرة أخرى. وفي عام 2003 عادت البطولة مرة أخرى قبل توقفها لآخر مرة عام 2013.

## جوائز البطولة
| المركز          | النادي                                                                                      | قيمة الجائزة    |
| --------------- | ------------------------------------------------------------------------------------------- | --------------- |
| البطل           | الترجي                                                                                      | 2.5 مليون دولار |
| الوصيف          | الفيصلي                                                                                     | 600 ألف دولار   |
| نصف النهائي     | الفتح الرباطي الأهلي المصري                                                                 | 200 ألف دولار   |
| مرحلة المجموعات | نصر حسين داي نادي الوحدة نادي العهد الزمالك نادي النصر المريخ الهلال السعودي نادي نفط الوسط | 100 ألف دولار   |

## الملاعب
تم اختيار الملاعب الثلاثة التالية لاستضافة جميع المباريات من مرحلة المجموعات فصاعدًا.
| الإسكندرية           | الإسكندرية                                              |                                                         |
| -------------------- | ------------------------------------------------------- | ------------------------------------------------------- |
| ملعب برج العرب       | ملعب الإسكندرية                                         |                                                         |
| السعة: 86,000        | Capacity: 13,660                                        |                                                         |
| Borg El Arab Stadium | Alexandria Stadium                                      |                                                         |
| القاهرة              | القاهرة الإسكندريةالبطولة العربية للأندية 2016–17 (مصر) | القاهرة الإسكندريةالبطولة العربية للأندية 2016–17 (مصر) |
| ستاد السلام          | القاهرة الإسكندريةالبطولة العربية للأندية 2016–17 (مصر) | القاهرة الإسكندريةالبطولة العربية للأندية 2016–17 (مصر) |
| السعة: 30,000        | القاهرة الإسكندريةالبطولة العربية للأندية 2016–17 (مصر) | القاهرة الإسكندريةالبطولة العربية للأندية 2016–17 (مصر) |
| Al Salam Stadium     | القاهرة الإسكندريةالبطولة العربية للأندية 2016–17 (مصر) | القاهرة الإسكندريةالبطولة العربية للأندية 2016–17 (مصر) |

## الفرق المشاركة
أعلن الاتحاد العربي لكرة القدم يوم 20 يونيو 2016 عن الفرق التي دعاها الاتحاد للمشاركة في البطولة. واعتمد توزيع الفرق على الأدوار التمهيدية أو التأهل مباشرة لدور المجموعات على تصنيف فيفا العالمي لاتحاداتها في يونيو 2016. بحيث تكون الأندية المشاركة في البطولة هم أبطال أو وصفاء الدوري عن موسم 2015–16 أو الكأس المحلي لعام 2016.
| مشاركات الاتحادات العربية | مشاركات الاتحادات العربية  |
| ------------------------- | -------------------------- |
|                           | دور المجموعات مباشرة       |
|                           | مقاعد في الأدوار التمهيدية |
|                           | لم تشارك                   |

| الترتيب | الترتيب | الاتحاد                  | المقاعد       | المقاعد           | المقاعد           | المقاعد           |
| الترتيب | الترتيب | الاتحاد                  | دور المجموعات | الأدوار التمهيدية | الأدوار التمهيدية | الأدوار التمهيدية |
| المنطقة | الكلي   | الاتحاد                  | دور المجموعات | الدور التمهيدي 3  | الدور التمهيدي 2  | الدور التمهيدي 1  |
| ------- | ------- | ------------------------ | ------------- | ----------------- | ----------------- | ----------------- |
| 1       | 5       | السعودية                 | 2             | 0                 | 0                 | 0                 |
| 2       | 6       | الإمارات العربية المتحدة | 1             | 0                 | 0                 | 0                 |
| 3       | 7       | الأردن                   | 1             | 0                 | 0                 | 0                 |
| 4       | 8       | قطر[أ]                   | 0             | 0                 | 0                 | 0                 |
| 5       | 9       | عمان                     | 0             | 1                 | 0                 | 0                 |
| 6       | 10      | سوريا                    | 0             | 1                 | 0                 | 0                 |
| 7       | 11      | العراق                   | 0             | 1                 | 0                 | 0                 |
| 8       | 12      | فلسطين                   | 0             | 0                 | 1                 | 0                 |
| 9       | 16      | البحرين                  | 0             | 0                 | 0                 | 1                 |
| 10      | 17      | الكويت[ب]                | 0             | 0                 | 0                 | 0                 |
| 11      | 18      | لبنان                    | 0             | 0                 | 0                 | 1                 |
| 12      | 20      | اليمن[ج]                 | 0             | 0                 | 0                 | 0                 |
| المجموع | المجموع | المجموع                  | 4             | 3                 | 1                 | 2                 |
| المجموع | المجموع | المجموع                  | 4             | 6                 |                   |                   |
| المجموع | المجموع | المجموع                  | 10            |                   |                   |                   |

| الترتيب | الترتيب | الاتحاد    | المقاعد       | المقاعد           | المقاعد           | المقاعد           |
| الترتيب | الترتيب | الاتحاد    | دور المجموعات | الأدوار التمهيدية | الأدوار التمهيدية | الأدوار التمهيدية |
| المنطقة | الكلي   | الاتحاد    | دور المجموعات | الدور التمهيدي 3  | الدور التمهيدي 2  | الدور التمهيدي 1  |
| ------- | ------- | ---------- | ------------- | ----------------- | ----------------- | ----------------- |
| 1       | 1       | الجزائر[د] | 1             | 0                 | 0                 | 0                 |
| 2       | 2       | مصر[د]     | 2             | 0                 | 0                 | 0                 |
| 3       | 3       | تونس       | 1             | 0                 | 0                 | 0                 |
| 4       | 4       | المغرب     | 1             | 0                 | 0                 | 0                 |
| 5       | 13      | موريتانيا  | 0             | 1                 | 0                 | 0                 |
| 6       | 14      | ليبيا[هـ]  | 0             | 0                 | 0                 | 0                 |
| 7       | 15      | السودان    | 0             | 0                 | 1                 | 0                 |
| 8       | 19      | جزر القمر  | 0             | 0                 | 0                 | 1                 |
| 9       | 21      | جيبوتي     | 0             | 0                 | 0                 | 1                 |
| 10      | 22      | الصومال    | 0             | 0                 | 0                 | 1                 |
| المجموع | المجموع | المجموع    | 5             | 1                 | 1                 | 3                 |
| المجموع | المجموع | المجموع    | 5             | 5                 |                   |                   |
| المجموع | المجموع | المجموع    | 10            |                   |                   |                   |

ملاحظات
1. ^ كان ترتيب قطر يؤهلها لإشراك فريق في دور المجموعات مباشرة، إلا أنها اختارت عدم إشراك أي فريق.[7]
2. ^ كان ترتيب الكويت يؤهلها لإشراك فريق في الدور التمهيدي، لكنها لم تستطع المشاركة في ظل إيقاف الفيفا للاتحاد الكويتي لكرة القدم.[7]
3. ^ كان ترتيب اليمن يؤهلها لإشراك فريق في الدور التمهيدي، لكنها لم تستطع المشاركة في ظل المشاكل الأمنية.
4. ^ يسمح نظام البطولة للمستضيف (مصر) بالمشاركة بناديين على رأس المجموعتين الأولتين،.
5. ^ كان ترتيب ليبيا يؤهلها لإشراك فريق في الدور التمهيدي، لكنها لم تستطع المشاركة في ظل المشاكل الأمنية.

## الأدوار التمهيدية

### الدور التمهيدي الأول

#### منطقة آسيا
| الفريق الأول | إجم. | الفريق الثاني | مباراة الذهاب | مباراة الإياب |
| ------------ | ---- | ------------- | ------------- | ------------- |
| الرفاع       | 1–5  | العهد         | 0–1           | 1–4           |

#### منطقة أفريقيا
| م | الفريق                 | لعب | ف | ت | خ | أ.له | أ.ع | أ.ف | نقاط | التأهل          |
| - | ---------------------- | --- | - | - | - | ---- | --- | --- | ---- | --------------- |
| 1 | جيبوتي تيليكوم[ملاحظة] | 2   | 0 | 2 | 0 | 1    | 1   | 0   | 2    | التمهيدي الثاني |
| 2 | ديكيداها               | 2   | 0 | 2 | 0 | 1    | 1   | 0   | 2    |                 |
| 3 | موروني                 | 2   | 0 | 2 | 0 | 0    | 0   | 0   | 2    |                 |

ملاحظة
1. ^ تأهل نادي جيبوتي تيليكوم بالقرعة بعد التعادل في النقاط

### الدور التمهيدي الثاني
| الفريق الأول  | إجم.       | الفريق الثاني  | مباراة الذهاب | مباراة الإياب |
| منطقة آسيا    | منطقة آسيا | منطقة آسيا     | منطقة آسيا    | منطقة آسيا    |
| ------------- | ---------- | -------------- | ------------- | ------------- |
| العهد         | 3–0        | شباب الخليل    | 1–0           | 2–0           |
| منطقة أفريقيا |            |                |               |               |
| المريخ        | 2–1        | جيبوتي تيليكوم | 1–1           | 1–0           |

### المباريات الفاصلة
| الفريق الأول  | إجم.       | الفريق الثاني | مباراة الذهاب | مباراة الإياب |
| منطقة آسيا    | منطقة آسيا | منطقة آسيا    | منطقة آسيا    | منطقة آسيا    |
| ------------- | ---------- | ------------- | ------------- | ------------- |
| الجيش         | 0–1        | نفط الوسط     | 0–0           | 0–1           |
| العهد         | 6–1        | فنجاء         | 2–1           | 4–0           |
| منطقة أفريقيا |            |               |               |               |
| تفرغ زينة     | 2–3        | المريخ        | 0–1           | 2–2           |

## البطولة النهائية

### مرحلة المجموعات
- جميع المباريات حسب توقيت مصر الموحد

#### المجموعة أ
| م | الفريق       | لعب | ف | ت | خ | أ.له | أ.ع | أ.ف | نقاط | التأهل                |
| - | ------------ | --- | - | - | - | ---- | --- | --- | ---- | --------------------- |
| 1 | الفيصلي      | 3   | 3 | 0 | 0 | 4    | 1   | +3  | 9    | يتقدم إلى نصف النهائي |
| 2 | الأهلي       | 3   | 2 | 0 | 1 | 4    | 2   | +2  | 6    | يتقدم إلى نصف النهائي |
| 3 | نصر حسين داي | 3   | 1 | 0 | 2 | 3    | 3   | 0   | 3    |                       |
| 4 | الوحدة       | 3   | 0 | 0 | 3 | 1    | 6   | −5  | 0    |                       |

| نصر حسين داي            | 2–0   | الوحدة |
| ----------------------- | ----- | ------ |
| - عداني 11' - قاسمي 45' | تقرير |        |

| الأهلي | 0–1   | الفيصلي      |
| ------ | ----- | ------------ |
|        | تقرير | الرواشدة 55' |

| الفيصلي    | 1–0   | نصر حسين داي |
| ---------- | ----- | ------------ |
| - مندي 52' | تقرير |              |

| الوحدة | 0–2   | الأهلي                  |
| ------ | ----- | ----------------------- |
|        | تقرير | - بركات 32' - محارب 84' |

| الوحدة    | 1–2   | الفيصلي                   |
| --------- | ----- | ------------------------- |
| باتنا 40' | تقرير | - لوكاس 78' - الزوي 2+90' |

| الأهلي                           | 2–1   | نصر حسين داي   |
| -------------------------------- | ----- | -------------- |
| - جمعة 74' (ركلة.) - بركات 2+90' | تقرير | - بولعوديت 61' |

#### المجموعة ب
| م | الفريق  | لعب | ف | ت | خ | أ.له | أ.ع | أ.ف | نقاط | التأهل                |
| - | ------- | --- | - | - | - | ---- | --- | --- | ---- | --------------------- |
| 1 | الفتح   | 3   | 1 | 2 | 0 | 7    | 3   | +4  | 5    | يتقدم إلى نصف النهائي |
| 2 | العهد   | 3   | 1 | 2 | 0 | 3    | 2   | +1  | 5    |                       |
| 3 | الزمالك | 3   | 1 | 1 | 1 | 4    | 4   | 0   | 4    |                       |
| 4 | النصر   | 3   | 0 | 1 | 2 | 2    | 7   | −5  | 1    |                       |

| النصر      | 1–1   | العهد    |
| ---------- | ----- | -------- |
| الشهري 37' | تقرير | ديوب 49' |

| الزمالك                           | 2–2   | الفتح           |
| --------------------------------- | ----- | --------------- |
| - مرسي 43' (ركلة.) - شيكابالا 65' | تقرير | دياكيتي 8'، 89' |

| الفتح                                | 4–0   | النصر |
| ------------------------------------ | ----- | ----- |
| - فوزير 11' (29)، 32' · البحراوي 60' | تقرير |       |

| العهد      | 1–0   | الزمالك |
| ---------- | ----- | ------- |
| - زريق 84' | تقرير |         |

| العهد            | 1–1   | الفتح      |
| ---------------- | ----- | ---------- |
| حيدر 54' (ركلة.) | تقرير | الخرصة 45' |

| الزمالك              | 2–1   | النصر      |
| -------------------- | ----- | ---------- |
| - إمام 1' - حمدي 37' | تقرير | بيريرا 11' |

#### المجموعة ج
| م | الفريق    | لعب | ف | ت | خ | أ.له | أ.ع | أ.ف | نقاط | التأهل                |
| - | --------- | --- | - | - | - | ---- | --- | --- | ---- | --------------------- |
| 1 | الترجي    | 3   | 3 | 0 | 0 | 6    | 2   | +4  | 9    | يتقدم إلى نصف النهائي |
| 2 | المريخ    | 3   | 1 | 1 | 1 | 3    | 4   | −1  | 4    |                       |
| 3 | الهلال    | 3   | 0 | 2 | 1 | 5    | 6   | −1  | 2    |                       |
| 4 | نفط الوسط | 3   | 0 | 1 | 2 | 3    | 5   | −2  | 1    |                       |

| نفط الوسط | 0–1   | الترجي      |
| --------- | ----- | ----------- |
|           | تقرير | الخنيسي 83' |

| المريخ      | 1–1   | الهلال      |
| ----------- | ----- | ----------- |
| المدينة 71' | تقرير | الدوسري 26' |

| الهلال                   | 2–2   | نفط الوسط             |
| ------------------------ | ----- | --------------------- |
| القحطاني 51' · زباني 57' | تقرير | زياد 2+45' · سدير 80' |

| الترجي        | 2–0   | المريخ |
| ------------- | ----- | ------ |
| بدري 21'، 70' | تقرير |        |

| الترجي                                | 3–2   | الهلال                     |
| ------------------------------------- | ----- | -------------------------- |
| - مطري 45' - جويني 58' - الشعلالي 74' | تقرير | - اليامي 49' - الرشيدي 60' |

| المريخ                                 | 2–1   | نفط الوسط |
| -------------------------------------- | ----- | --------- |
| - عبد الرحمن 23' (ركلة.) - أوسونوا 89' | تقرير | أحمد 2'   |

#### ترتيب أفضل وصيف
| م | مج | الفريق | لعب | ف | ت | خ | أ.له | أ.ع | أ.ف | نقاط | التأهل                 |
| - | -- | ------ | --- | - | - | - | ---- | --- | --- | ---- | ---------------------- |
| 1 | أ  | الأهلي | 3   | 2 | 0 | 1 | 4    | 2   | +2  | 6    | التقدم إلى نصف النهائي |
| 2 | ب  | العهد  | 3   | 1 | 2 | 0 | 3    | 2   | +1  | 5    |                        |
| 3 | ج  | المريخ | 3   | 1 | 1 | 1 | 3    | 4   | −1  | 4    |                        |

## مرحلة خروج المغلوب
تم تحديد المباريات بقرعة عشوائية
|  | نصف النهائي          | نصف النهائي     |                      |   | النهائي | النهائي |
|  |                      |                 |                      |   |         |         |
|  | 2 أغسطس – الإسكندرية |                 |                      |   |         |         |
|  |                      |                 |                      |   |         |         |
|  | الأهلي               | 1               |                      |   |         |         |
|  | الأهلي               | 1               | 6 أغسطس – الإسكندرية |   |         |         |
|  | الفيصلي              | 2               |                      |   |         |         |
|  | الفيصلي              | 2               | الفيصلي              | 2 |         |         |
|  | 3 أغسطس – الإسكندرية |                 | الفيصلي              | 2 |         |         |
|  |                      | الترجي (ب.و.إ.) | 3                    |   |         |         |
|  | الفتح                | الترجي (ب.و.إ.) | 3                    | 1 |         |         |
|  | الفتح                |                 |                      | 1 |         |         |
|  | الترجي (ب.و.إ.)      | 2               |                      |   |         |         |
|  | الترجي (ب.و.إ.)      | 2               |                      |   |         |         |

### نصف النهائي
| الأهلي      | 1–2   | الفيصلي                      |
| ----------- | ----- | ---------------------------- |
| أزارو 8+90' | تقرير | - مندي 26' - فتحي 37' (ه.ذ.) |

| الترجي                           | 2–1 (ب.و.إ.) | الفتح     |
| -------------------------------- | ------------ | --------- |
| - شمّام 47' - الخنيسي 95' (ركلة.) | تقرير        | سمومي 28' |

### النهائي
| الفيصلي                  | 2–3 (ب.و.إ.) | الترجي                             |
| ------------------------ | ------------ | ---------------------------------- |
| الزوي 72' · بني عطية 88' | تقرير        | بقير 46' · بقير 54' · الذوادي 101' |

## البطل
| البطولة العربية 2016–17             |
| ----------------------------------- |
| تونس                                |
| الترجي الرياضي التونسي اللقب الثالث |

## إحصائيات البطولة

### أفضل الهدافين
لا تشمل الإحصائيات الأدوار التأهيلية.
| الرتبة | اللاعب           | النادي                 | الأهداف |
| ------ | ---------------- | ---------------------- | ------- |
| 1      | محمد فوزير       | الفتح الرباطي          | 3       |
| 2      | عمرو بركات       | الأهلي                 | 2       |
| 2      | زياد أحمد        | نادي نفط الوسط         | 2       |
| 2      | أكرم الزوي       | الفيصلي                | 2       |
| 2      | دومينيك مندي     | الفيصلي                | 2       |
| 2      | محمد حيدر        | نادي العهد             | 2       |
| 2      | دياكيتي لامين    | نادي الفتح الرياضي     | 2       |
| 2      | كليتشي أوسونوا   | المريخ                 | 2       |
| 2      | بكري المدينة     | المريخ                 | 2       |
| 2      | أنيس بدري        | الترجي الرياضي التونسي | 2       |
| 2      | سعد بقير         | الترجي الرياضي التونسي | 2       |
| 2      | طه ياسين الخنيسي | الترجي الرياضي التونسي | 2       |

### إحصائيات عامة
- عدد المباريات: 21 مباراة
- عدد الأهداف المسجلة: 56 هدف

### سجل الإنضباط
- عدد البطاقات الصفراء: 98 إنذار
- عدد البطقات الحمراء: 4 حالات طرد
- الإيقاف نتيجة إنذارين: 7 حالات إيقاف

### إحصائيات الفرق
- أفضل هجوم: الترجي الرياضي التونسي (11 هدف)
- اللعب النظيف: الترجي الرياضي التونسي
- أفضل دفاع: العهد البناني
- أكثر الفرق إستحواذا: النادي الأهلي (71%)
- أكثر الفرق تمريرا: الترجي الرياضي التونسي (587 تمريرة)

### إحصائيات اللاعبين
- عدد اللاعبين المشاركين: 233 لاعب
- عدد اللاعبين المسجلين: 328 لاعب
- هداف البطولة: أحمد فوزير (3 أهداف)
- التدخلات الناجحة: شايع شراحيلي (7 تدخلات)
- المراوغات الناجحة: أحمد فوزير (9 مراوغات)
- الفرص المصنوعة: أحمد حمودي (5 فرص)
- التمريرات الصحيحة: أيوب سكومة (95 تمريرة)

## النقل التلفزيوني
| الدولة                   | القناة/وات       | القناة/وات       |
| ------------------------ | ---------------- | ---------------- |
| مصر                      | أو إن سبورت      | نايل سبورت       |
| السعودية                 | الرياضية         | الرياضية         |
| الإمارات العربية المتحدة | أبو ظبي الرياضية | أبو ظبي الرياضية |
| الأردن                   | الأردن الرياضية  | الأردن الرياضية  |